# 賓厄姆 (伊利諾伊州)
賓厄姆（英語：Bingham）是位於美國伊利諾伊州費耶特縣的一個村落。

## 地理
賓厄姆的座標為39°06′50″N 88°12′45″W / 39.11389°N 88.21250°W，而該地最高點為海拔高度183米（即600英尺）。

## 人口
根據2010年美國人口普查的數據，賓厄姆的面積為0.71平方千米，當中陸地面積為0.71平方千米，而水域面積為0.00平方千米。當地共有人口83人，而人口密度為每平方千米116人。